# 相马爱
相马爱（日语：／ Sōma Ai，1997年9月15日—），日本女子游泳运动员，主攻蝶泳，2018年亚洲运动会女子4×100米混合泳接力金牌得主、2022年亚洲运动会女子100米蝶泳和混合4×100米混合泳接力银牌得主。